# Ерохино (Рязанская область)
Ерохино — деревня в Клепиковском районе Рязанской области России, входит в Ненашкинское сельское поселение.

## Географическое положение
Расположена на восточном берегу озера Белое в 4-5 километрах к северу от города Спас-Клепики.

## История
Деревня образована в исторической местности Рязанская Мещёра.
Название селения по фамилии землевладельца Ерохина.
На топографической межевой карте Рязанской губернии Александра Ивановича Менде (Мендт), опубликованной к 1850 году, указана деревня Ерохина в 11 дворов.
В списках населённых мест 1859 года Ерохино упоминается как владельческая деревня. Местонахождение указано как «при озере Белом» и «По левую сторону большой Владимирской дороге из г. Рязани в г. Владимир». На тот момент в деревне в 11 дворах проживало 79 человек, из них мужчин — 42, женщин — 37.
Административной входило в состав Рязанского уезда Рязанской губернии.

## Население
| 2010 |
| ---- |
| 0    |

## Происшествия
В апреле 2019 года утонул пенсионер намереваясь помыть в озере Белом посуду .

## Известные уроженцы
- Феоктистов, Сергей Георгиевич — фронтовой военный журналист, дальневосточный советский и российский поэт.